# Maria Licciardi
Maria Licciardi (pronunciación del idioma italiano: [maˈriːa litˈtʃardi]; Nápoles, 24 de marzo de 1951) es una criminal italiana afiliada a la Camorra, jefa del clan Licciardi y uno de los jefes de la Alianza Secondigliano. Fue una de las más poderosas jefas de la Camorra en la ciudad de Nápoles desde 1993 hasta su arresto en 2001.
Licciardi fue conocida como La Madrina ("La Madrina") por sus compañeros camorristas  y se ganó el apodo de La Piccolina ("La Niña") o "La Piccoletta" ("La Pequeña") al principio de su carrera criminal, debido a su diminuta altura. Entre las mujeres de la Camorra se la conoce respetuosamente como La Principessa ("La Princesa"), debido a su buena reputación.

## Linaje con laCamorra
Licciardi nació y creció en el suburbio napolitano de Secondigliano, un bastión tradicional del clan Licciardi. Toda su familia pertenecía a la Camorra. Su padre era un conocido guappo o jefe local de la camorra o clan criminal. Uno de sus hermanos, Gennaro Licciardi, conocido como "'a Scigna" (El Mono), era un guappo muy poderoso, que más tarde se convirtió en el jefe del clan y miembro fundador de la Alianza Secondigliano (en italiano: Alleanza di Secondigliano), una coalición. de poderosos clanes de la Camorra que controlaban el tráfico de drogas y la extorsión en muchos suburbios de Nápoles. Gennaro murió por envenenamiento de la sangre mientras estaba en la prisión de Voghera el 3 de agosto de 1994. El marido de Licciardi, Antonio Teghemié, también estaba en la Camorra.

## Reinado como Jefa de la Camorra
Licciardi ascendió al poder y asumió como jefa del clan, después de que sus dos hermanos, Pietro y Vincenzo, y su marido fueran arrestados. Fue la primera mujer camorrista en convertirse en jefa del clan Licciardi y asumir el mando de la Alianza Secondigliano. La muerte de Gennaro Licciardi causó cierta perturbación en el hampa local, así como varios intentos sangrientos de tomar el control, pero María mantuvo al clan en condiciones estables. Reunió una frágil coalición informal de veinte clanes de la Camorra con el fin de ampliar el control de los negocios más lucrativos de la ciudad, desde el contrabando de drogas y cigarrillos hasta la protección y la prostitución. También desempeñó un papel clave en la expansión del mercado de tráfico de drogas de la ciudad. Bajo su liderazgo, la Alianza Secondigliano se vuelve más organizada, reservada, sofisticada y, en consecuencia, más poderosa.
Licciardi introdujo muchos cambios revolucionarios en el clan. Quizás el más importante de ellos fue la participación en el comercio de la prostitución. Antes de esto, la Camorra tenía un código de conducta que les prohibía ganar dinero con la prostitución. Sin embargo, bajo Licciardi este código se rompió. La Camorra compraría a las niñas a la mafia albanesa por 2.000 dólares. Muchos de ellos llegaron con la promesa de un trabajo legítimo para escapar de la abrumadora pobreza de su tierra natal, pero una vez que llegaron, la Camorra prácticamente los esclavizó y los obligó a prostituirse. Muchas de esas niñas eran menores de edad. A menudo los drogaban. Esto contribuyó a aumentar la actividad delictiva, ya que normalmente gastaban una gran parte de sus ingresos en la compra de narcóticos para el consumo.

## Personalidad
A diferencia de muchos camorristas varones, Licciardi evitó ser el centro de atención y nunca fue condenada ni siquiera sospechosa de ningún delito. Una fuente bien conectada la describió como irradiando un carisma férreo. Según fuentes policiales, tenía fama de ser práctica, encantadora y excepcionalmente inteligente, pero igual de despiadada que sus homólogos masculinos. Tenía un enfoque frío y calculador en sus actividades criminales, supuestamente inspirándose en Rosetta Cutolo, hermana de Raffaele Cutolo, el jefe de la Nuova Camorra Organizzata.
Bajo su mando, el clan Licciardi generó una gran buena voluntad entre la población local, ya que continuó con la vieja costumbre de dar una limosna ocasional a los pobres del barrio. En Secondigliano, sin prestaciones de seguridad social proporcionadas a la gente por el gobierno local y con una tasa de desempleo endémica, el clan proporcionó al barrio una principal fuente de empleo.
Cuando a Pentito Gaetano Guida se le preguntó ante el tribunal sobre el papel de María Licciardi y de las mujeres en la Alianza Secondigliano, respondió:

"Están en primera línea. Siempre ha sido así en el clan Secondigliano, en el sentido de que las mujeres (esposas, hermanas y madres de los líderes) siempre han tenido un papel influyente en muchas decisiones. Maria Licciardi, hermana de Gennaro, es representante de esto. Ella recibió órdenes de y hacia su hermano: transmitió sus órdenes y mensajes, incluso los de mayor importancia. En más de una ocasión, transportó sus órdenes de matar, no recuerdo los detalles. Sé que para nuestro clan hablar con María Licciardi era lo mismo que hablar con Gennaro, el jefe. Puedo agregar que las mujeres de Secondigliano asumieron todo tipo de trabajos en nombre de la alianza, llevaron mensajes a los prisioneros, distribuyeron dinero a los miembros. , y las actividades organizadas, especialmente los números y las extorsiones. En otras palabras, constituyen la columna vertebral de la organización.
 Gaetano Guida. criminal arrepentido y colaborador con la Justicia Italiana

Lucia Licciardi, sin relación con María, fue la única periodista que tuvo acceso a su círculo íntimo. En una entrevista, describió su estilo de gestión de la siguiente manera: "Se comporta como el director de una multinacional. Siempre busca una solución que atraiga menos la atención de la policía y que cree menos divisiones dentro del clan". Sobre Maria Licciardi, el juez Luigi Bobbio afirmó que: "En el momento en que una mujer se hace cargo de la organización, paradójicamente, asistimos a una disminución del nivel emocional y a un mejor desempeño de las actividades del grupo".

## Sobornar aPentito
María Licciardi trató de controlar el posible impacto de los testimonios de muchos pentitos o arrepentidos  para proteger al clan. Por ejemplo, la policía italiana descubrió que pocos días después de su fuga de su lugar protegido, el pentito Constantino Saro se reunió con Licciardi para pedirle dinero a cambio de retractarse de declaraciones sobre las actividades del clan. La Alianza Secondigliano estaba dividida sobre este tema. Algunos querían pagarle, otros querían pagarle y luego asesinarlo a él y a su familia.
En enero de 1998, Maria Licciardi fue detenida en un coche con su hermana Assunta y su cuñada con alrededor de 300 millones de liras, que los fiscales creen que era un supuesto pago que le había hecho. Se negó a revelar para qué era el dinero y desapareció en la oscuridad inmediatamente después de que los abogados consiguieron su liberación.

## Caída
El reinado de María Licciardi transcurrió sin contratiempos durante muchos años, hasta que surgió un desacuerdo sobre un envío de heroína pura y sin refinar. En la primavera de 1999, llegó un gran envío de heroína desde Estambul, Turquía. Licciardi decretó que no debería venderse, ya que era demasiado puro y fuerte para el consumidor promedio y, por lo tanto, mataría a quienes lo compraran, dañando la gran base de consumidores de drogas de la alianza. Sin embargo, el clan Lo Russo, que siempre se había irritado bajo su liderazgo, no estuvo de acuerdo y empaquetó el envío para venderlo en la calle. La venta de paquetes de heroína sin refinar provocó la muerte de muchos drogadictos en Nápoles, once de los cuales murieron sólo en abril de 1999. Esto provocó una gran indignación pública y dio lugar a una represión policial masiva contra los clanes de la Camorra. Muchos camorristas fueron arrestados y posteriormente encarcelados.
El clan Lo Russo finalmente se separó de la alianza, lo que provocó la desintegración y una sangrienta guerra de bandas, que incluyó el uso de coches bomba y ataques con bazucas. Los clanes comenzaron a pelear por territorios e intentaron destruir o apoderarse de los negocios de otros clanes.  Cuando cuatro miembros del clan fueron asesinados en su bastión de Secondigliano, Licciardi se vio obligada a tomar represalias. Movilizó a sus soldados de infantería para un contraataque total. Las mortíferas guerras de bandas provocaron casi 120 muertes en Nápoles y la región circundante. Fue por esta época que los investigadores policiacos se dieron cuenta de la existencia de Licciardi.

## Fugitiva
Licciardi fue incluida en la lista de los "30 italianos más buscados" y se ocultó. Gracias a una sofisticada red de protección creada por su clan, Licciardi pudo eludir la captura durante dos años y, a pesar de haber cambiado varias veces de refugio, nunca abandonó el distrito de Masseria Cardone. Mientras estaba prófuga, continuó como la jefa indiscutible del clan Licciardi y ordenó varios asesinatos de mafiosos rivales. Ella fue a la guerra con el clan Giuliano de Forcella, que estaba encabezado por otra jefa de la Camorra, Erminia Giuliano, quien tomó el control después del arresto de su hermano, Luigi Giuliano.
Cuando el fiscal Luigi Bobbio comenzó a procesar con éxito a su clan, Licciardi sintió que estaba cada vez más cerca de descubrir su paradero. En enero de 2001, bombardeó el edificio de oficinas de Bobbio. El atentado fue lanzado como una advertencia para que se detuviera la investigación de las actividades de su clan y también para que se detuviera cualquier procesamiento adicional de los miembros de su clan. Sin embargo, el bombardeo no impidió que Bobbio continuara sus investigaciones. Al contrario, fue puesto bajo protección policial y continuó sin inmutarse sus procesamientos contra el clan. Más de 70 miembros del clan Licciardi fueron detenidos. Se negaron a cooperar con los fiscales y cumplieron sus penas de prisión.
La policía hizo muchos esfuerzos infructuosos para capturar a Licciardi. En abril de 2000, los Carabinieri arrestaron a 13 jefes de la Camorra que estaban celebrando una cumbre alrededor de una mesa en una granja rural entre los distritos de Qualiano y Giugliano. Al parecer, el grupo estaba discutiendo cómo invertir sus fondos en una red de tiendas de muebles y ropa infantil. Sin embargo, Licciardi no estaba entre ellos.
El 9 de junio de 2001, varios centenares de agentes fuertemente armados, respaldados por helicópteros de observación, lanzaron una intensa operación de búsqueda en Secondigliano y sus alrededores. Siguiendo un aviso, irrumpieron en un edificio en ruinas que se sabía que ella usaba como escondite. Licciardi no apareció por ningún lado, pero la policía descubrió que dentro de un ático vigilado por cámaras de vigilancia había instalado pisos de mármol, un piano de cola y un jacuzzi de gran tamaño. Sus repetidos éxitos al evadir la captura de la policía inspiraron a los periodistas locales a apodarla "La Pimpinela Escarlata de Italia".

## 2001 arresto y encarcelamiento
El 14 de junio de 2001, Licciardi fue detenida por la policía de Nápoles mientras viajaba con un matrimonio a bordo de un coche por los alrededores de Melito, cerca de Nápoles. No se resistió al arresto y finalmente fue condenada a prisión. El hombre acusado de ayudarla también fue arrestado, mientras que su esposa fue puesta en libertad por ser madre de un niño. Después de su arresto, la policía notó que se parecía a la popular foto policial de ella que se publicó años antes.   Después de su arresto, su hermano Vincenzo Licciardi asumió como jefe del clan. El propio Vincenzo fue finalmente arrestado el 7 de febrero de 2008, después de haber sido incluido en la lista de fugitivos más buscados en Italia desde 2004.

## Liberación de 2009
Aunque estaba en prisión, ella todavía comandaba el clan. Las cárceles no representan una barrera para la Camorra, según Anna Maria Zaccaria, socióloga de la Universidad Federico II de Nápoles que investiga el papel de las mujeres en el sindicato.  En 2009, Licciardi salió de prisión después de casi 8 años.

## Arresto de 2021
El 26 de junio de 2019, Licciardi logró escapar de una enorme operación anti-Camorra contra la Alianza Secondigliano, convirtiéndose en prófugo.
El 12 de julio de 2019, el Tribunal de Nápoles anuló la orden de prisión preventiva contra Licciardi, compartiendo las cuestiones jurídicas planteadas por su abogado, Dario Vannetiello. Licciardi era considerada una mujer libre, a pesar de su conocido papel como líder de la Alianza Secondigliano, una de las organizaciones criminales más poderosas de la región de Campania.
Fue detenida de nuevo en el aeropuerto de Ciampino de Roma por Carabinieri por orden de los fiscales de Nápoles, presuntamente extorsionadora como jefa del clan Licciardi Camorra, el 7 de agosto de 2021 cuando intentaba viajar a España.

## Condena
La justicia italiana condenó a 12 años y ocho meses de cárcel a Maria Licciardi, mujer líder de la mafia napolitana, la Camorra, por su papel en la Jefatura del Clan de Criminales Licciardi.